# Sirnitz-Winkl
Sirnitz-Winkl je naselje v Občini Albeck v Okraju Trg na Koroškem v Avstriji.